# یک کار بدی کردم
یک کار بدی کردم (انگلیسی: I Did Something Bad) ترانه‌ای از خواننده-ترانه‌سرای آمریکایی تیلور سوئیفت، برگرفته از ششمین آلبوم استودیویی‌اش، اعتبار (۲۰۱۷) است. این ترانه را سوئیفت و تهیه‌کننده‌گانش مکس مارتین و شلبک سروده‌اند.